# بيل 206
بيل 206 هي مروحية أمريكية ذات محرك وحيد أو ذات محركين.

## التطوير

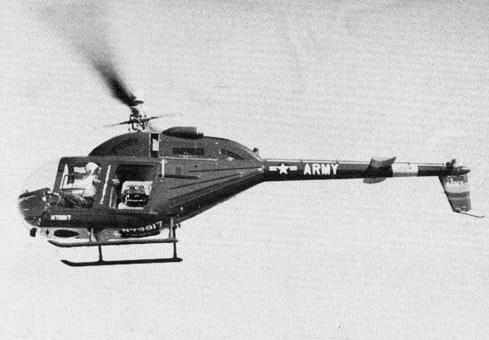

في 14 أكتوبر/تشرين الأول 1960، التمست القوة البحرية الإمريكية رداً من 25 من منتجي الطائرات إلى طلب لإقتراحات (RFP) نيابةً عن الجيش لمروحية الملاحظة الخفيفة (LOH).
دخلت طائرة بيل المنافسة مع 12 منتج اخرين، بضمن ذلك طائرة هيلير.
طوّر تصميم بيل D-250 إلى نموذجسة الطائرة 206، وفي عام 1962 أنتج خمسة نماذج للطائرة لاختبار الجيش ومرحلة التقييم، النموذج الأول طار في 8 ديسمبر/كانون الأول 1962.
أصبح النموذج YOH-4A معروفاً كالبطة الصغيرة القبيحة بالمقارنة مع طائرة التأكيد الأخرى.

## التاريخ

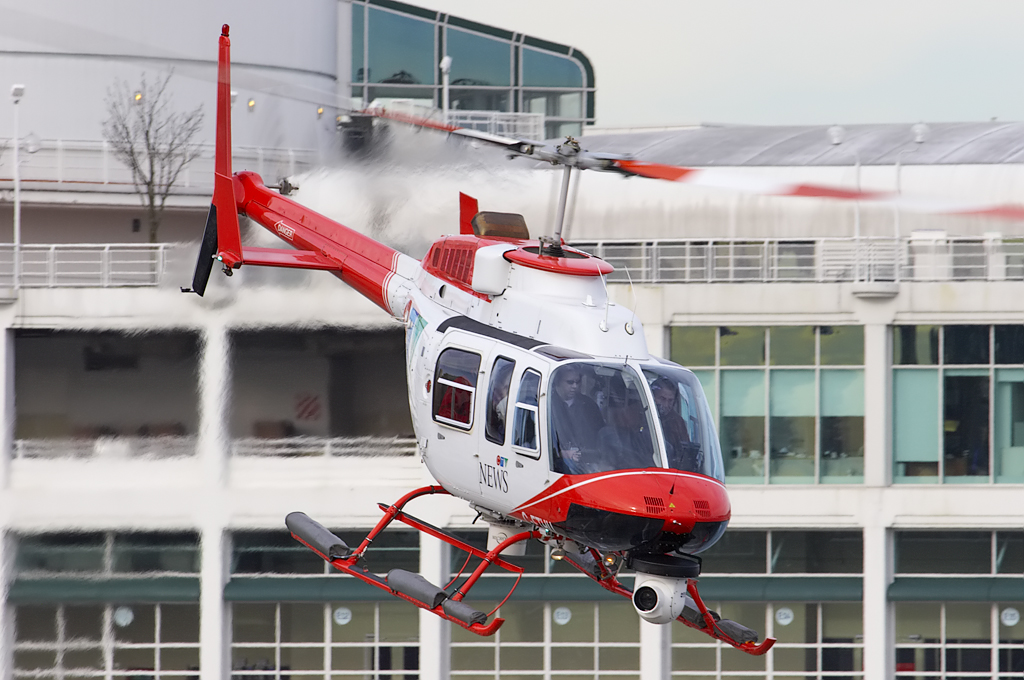

النموذج الأول A 206 طار في 10 يناير/كانون الثاني 1966، والطائرة والطائرة كشفت في وقتً لاحقً من ذلك الشهر في جمعية مروحية أمريكا.
في 20 أكتوبر / تشرين الأول 1966. استلم جترانغر شهادة كاملة بإدارة الطيران الغتحادية (FAA) وتسليم جترانغر إلى الزبائن بدأً من 13 يناير/ كانون الثاني 1967، الطائرة الأولى شريت من قبل هاري هولي رئيس شركة هوليماش والمالك السابق.

## الصور
|  |